# Acanthodillo kioloa
Acanthodillo kioloa är en kräftdjursart som beskrevs av Lewis 1998. Acanthodillo kioloa ingår i släktet Acanthodillo och familjen Armadillidae. Inga underarter finns listade i Catalogue of Life.